# Старопестерьово
Старопестерьо́во (рос. Старопестерёво) — село у складі Біловського округу Кемеровської області, Росія.

## Населення
Населення — 3285 осіб (2010; 3644 у 2002).
Національний склад (станом на 2002 рік):
- росіяни — 95 %